# Dołhinowo (sielsowiet Jeremicze)
Dołhinowo (biał. Даўгінава, Dauhinawa; ros. Долгиново, Dołginowo) – wieś na Białorusi, w obwodzie grodzieńskim, w rejonie korelickim, w sielsowiecie Jeremicze. W 2019 roku liczyła 35 mieszkańców.